# Stazione di Lissone-Muggiò
Stazione di Lissone-Muggiò vasútállomás Olaszországban, Lombardia régióban, mely Lissone és Muggiò településeket szolgálja ki.

## Vasútvonalak
Az állomást az alábbi vasútvonalak érintik:
- Chiasso–Milánó-vasútvonal
- Line S9

## Kapcsolódó állomások
A vasútállomáshoz az alábbi állomások vannak a legközelebb:
- Stazione di Desio (Chiasso vasútállomás, Chiasso–Milánó-vasútvonal, S11)
- Stazione di Monza (stazione di Milano Porta Garibaldi superficie, Stazione di Milano Centrale, Stazione di Rho, Chiasso–Milánó-vasútvonal, S11)
- Stazione di Desio (Stazione di Saronno, Line S9)
- Stazione di Monza (Stazione di Albairate-Vermezzo, Line S9)